# طعم التنين
طُعم التنين هي رواية فانتازيا للقراء الصغار من تأليف فيفيان فاند فيلد، نُشرت سنة 1992. وتُظهر نسخ دار هاركورت ماجيك كاربت بوكس أن حقوق الطبع تعود لعام 1992.

## ملخص القصة
تجد أليس نفسها متهمة ظلمًا بممارسة الشعوذة، وعلى وشك أن تُقدَّم كقربان لتنين. عندها يعرض سيلندريل، وهو تنين من نوع ليغوينيان قادر على التحول إلى هيئة بشرية، مساعدتها في الانتقام. وخلال رحلتهما للثأر من محققها، يكتشفان أن الطريق ليس بالسهولة المتوقعة. تتناول هذه المغامرة موضوعات الانتقام والبطولة وغيرها، مع لمسة من السخرية.

## الجوائز والتكريمات
- اختيار سريع من جمعية المكتبات الأمريكية [3]
- كتب موصى بها من جمعية المكتبات الأمريكية لفئة اليافعين غير المتحمسين للقراءة
- اختيار نادي المكتبة للناشئين
- كتب مكتبة نيويورك العامة لفئة المراهقي